# Paranthaclisis congener
Paranthaclisis congener es una especie de insecto neuróptero de la familia Myrmeleontidae. Se encuentra en América Central y América del Norte.